# Nombre de Bagnold
El nombre de Bagnold (Ba) és la relació de les tensions de col·lisió entre la tensió d'un líquid viscós en un flux granular intersticial en un fluid newtonià, identificat per primera vegada per Ralph Alger Bagnold.
Bagnold va dur a terme experiments amb esferes de cera d'1 mm suspeses en una mescla de glicerina-aigua-alcohol. Es va dissenyar expressament un reòmetre cilíndric coaxial per mesurar ambdues forces de cisalla i normals aplicades a les parets. Bagnold va identificar dos tipus diferents de fluxos: el flux macroviscós i el gra inercial. Aquests dos règims poden distingir-se emprant una xifra referida com el nombre de Bagnold; en els fluxos amb nombres petits de Bagnold (Ba <40), les tensions de fluids viscosos dominen les tensions de col·lisió del gra, i es diu que el flux es troba en el règim «macroviscós». Les grans tensions de col·lisió dominen en els nombres de Bagnold grans (Ba> 450), que es coneix com el règim de «gra inercial». Entre aquests dos valor existeix un règim de transició.
El nombre de Bagnold és un nombre adimensional que s'utilitza en reologia per caracteritzar el flux de grans de sorra i fa possible, en particular, determinar a partir de quines condicions el flux passa d'un fluid llindar a un fluid granular on l'energia es dissipa mitjançant un xoc entre els grans i ja no per fricció. Representa la relació entre l'energia cinètica dissipada i l'energia dissipada per l'impacte entre els grans de sorra.
El número de Bagnold es defineix com:
{\displaystyle \mathrm {Ba} ={\frac {\rho d^{2}\lambda ^{1/2}{\dot {\gamma }}}{\mu }}},
on 
- {\displaystyle \rho } = densitat de la partícula
- {\displaystyle d} = diàmetre del gra
- {\displaystyle {\dot {\gamma }}} = taxa de cisallament
- {\displaystyle \mu } = viscositat dinàmica del fluid intersticial.

El paràmetre {\displaystyle \lambda } es coneix com a concentració lineal, i està donada per:
{\displaystyle \lambda ={\frac {1}{\left(\phi _{0}/\phi \right)^{\frac {1}{3}}-1}}},
on {\displaystyle \phi } és la fracció de sòlids i {\displaystyle \phi _{0}} és la màxima concentració possible (vegeu embalatge aleatori).
El nombre de Bagnold també es pot expressar com:
{\displaystyle Ba={\frac {md^{2}\gamma }{2\gamma _{e}\mu }}}
on 
- {\displaystyle m} = massa del gra
- {\displaystyle d} = diàmetre del gra
- {\displaystyle \gamma } = tensió superficial
- {\displaystyle \mu } = viscositat dinàmica del fluid intersticial.

o de forma equivalent:
{\displaystyle Ba={\frac {m\,\gamma }{2\,L_{c}\,\mu }}}
on
- m = massa del gra
- γ = gradient de velocitat en funció de la distància
- Lc = longitud característica
- μ = viscositat del fluid que conté els grans.

Altres fonts calculen el nombre de Bagnold de la següent manera:
{\displaystyle Ba={\frac {3\,C\,\rho _{f}\,v^{2}}{4\,d_{p}\,\rho _{p}\,g}}}
on
- C = constant
- ρf = massa volúmica del fluid
- vc = velocitat del fluid
- dp = diàmetre de les partícules
- ρp = massa volúmica de les partícules
- g = acceleració gravitacional